# 8 cm Raketen-Vielfachwerfer
El 8 cm Raketen-Vielfachwerfer era un lanzacohetes múltiple alemán empleado en la Segunda Guerra Mundial. 

## Historia y desarrollo
Los lanzacohetes múltiples soviéticos BM-8 Katiusha empleados durante la Operación Barbarroja, produjeron una gran impresión a los invasores alemanes. Rápidamente se hicieron propuestas para copiar los Katiusha capturados, pero no había capacidad industrial disponible para nuevos proyectos. Tampoco había un gran entusiasmo por el proyecto, porque el Heer ya tenía contratos de producción para sistemas de cohetes estabilizados por rotación, tales como el Nebelwerfer.
Como el Waffen-SS era el brazo militar del Partido nazi, frecuentemente estaba compitiendo con el Heer por materiales. Esto significaba que el Waffen-SS empleaba con frecuencia su influencia política para crear su propia red de provedores fuera de la influencia del Heer para poder abastecer a sus tropas. Un resultado de esta competencia por materiales fue el 8 cm Raketen-Vielfachwerfer, que era casi una copia del BM-8 y frecuentemente equipaba unidades del Waffen-SS.

## Diseño

### Lanzador
El lanzador consistía en dos hileras paralelas de rieles de acero perforado, sobre las cuales se montaban los cohetes. Los rieles podían cargase tanto con cohetes alemanes, como con cohetes soviéticos capturados. Los rieles iban montados sobre armazones de tubos de acero encima de una variedad de vehículos. Dos de los más comunes eran un semioruga Somua MCG blindado (S307(f)), modificado por Alfred Becker para el Heer, o un semioruga SdKfz 4.

### Cohete
El cohete 8 cm Raketen Sprenggranate era un sencillo cohete de 78 mm de diámetro, propulsado por cordita, estabilizado por aletas y equipado con una ojiva de alto poder explosivo. Era muy parecido al cohete soviético M-8. Su cuerpo era sencillo y barato de producir, debido al uso de piezas de chapa de acero estampada, al contrario de los costosos tubos Venturi fresados de los cohetes estabilizados por rotación. Las aletas del 8 cm Raketen Sprenggranate eran diferentes de las del M-8 y estaban montadas en un ángulo de 2° para producir rotación y mejorar su precisión.

## Especificaciones técnicas de los cohetes

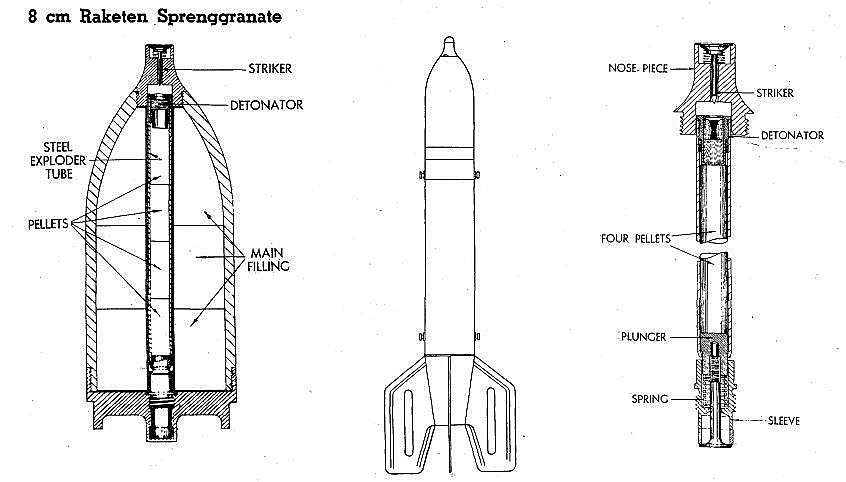
Diagramas esquemáticos de la ojiva y la espoleta del 8 cm Raketen Sprenggranate.

|                     | M-8 soviético | 8 cm Raketen Sprenggranate alemán |
| ------------------- | ------------- | --------------------------------- |
| Diámetro:           | 82mm          | 78 mm                             |
| Longitud:           | 600 mm        | 724 mm                            |
| Peso:               | 6,8 kg        | 6,9 kg                            |
| Peso del propulsor: | 1,1 kg        | 1,9 kg                            |
| Carga explosiva:    | 640 g         | 600 g                             |
| Velocidad:          | 340 m/s       | 290 m/s                           |
| Alcance:            | 5900 m        | 5300 m                            |

## Galería

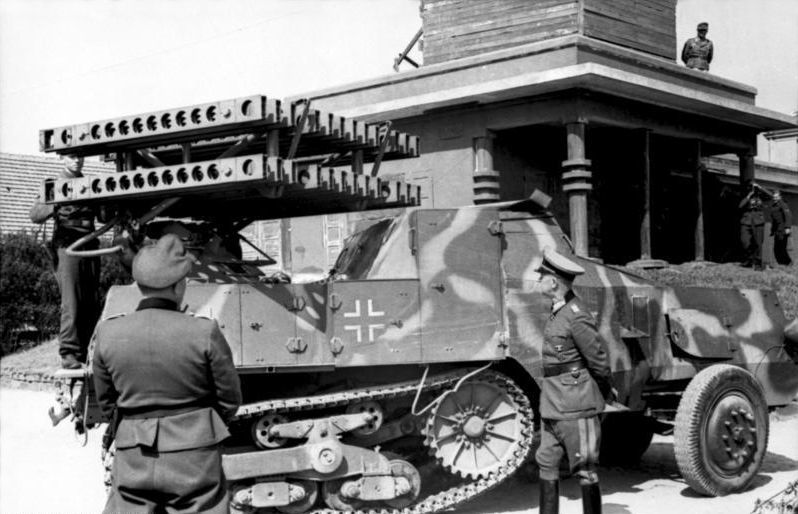
Demostración de un 8 cm Rakaten-Vielfachwerfer de 24 cohetes montado sobre un semioruga blindado Somua MCG en Riva Bella, norte de Francia, el 30 de mayo de 1944.
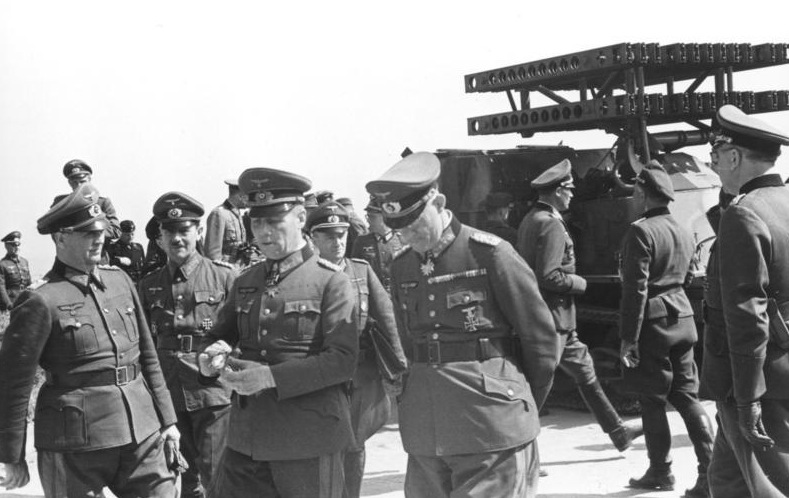
Un grupo de oficiales alemanes, incluyendo al Generalfeldmarschall Erwin Rommel, en Riva Bella, 30 de mayo de 1944.
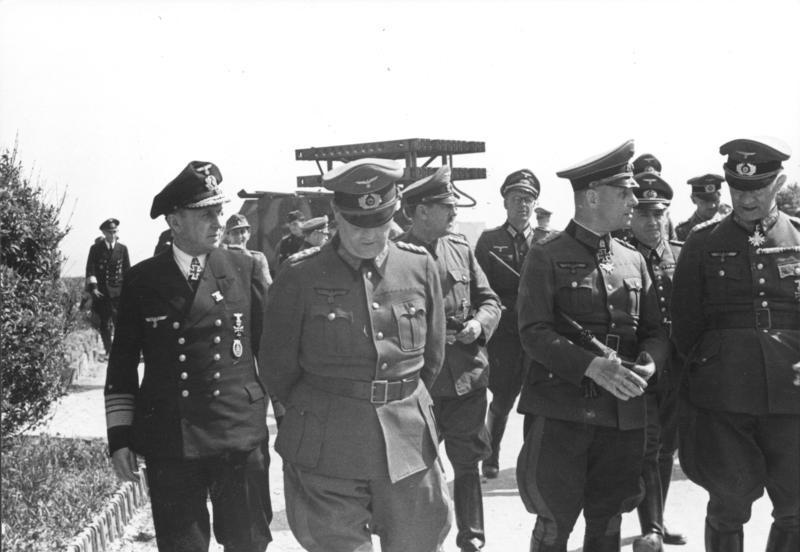
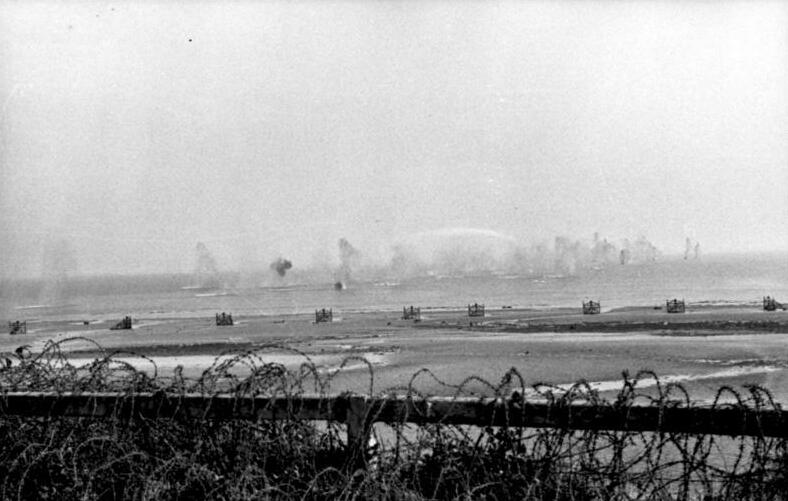
Los cohetes caen en el agua cerca de Riva Bella (Playa Sword), 30 de mayo de 1944.